# 階段を昇る裸婦
『階段を昇る裸婦』（かいだんをのぼるらふ、仏: Femme nue montant l'escalier）は1937年にジョアン・ミロが厚紙に鉛筆と木炭で描いたスケッチ。この絵はバルセロナのミロ美術館が所蔵している。

## 来歴

エドワード・マイブリッジの『The Human Figure in Motion』（人体動作の連続写真集）にある「階段を降りる女」（1887年）。マルセル・デュシャンはこれに触発されて『階段を降りる裸体No.2』を描いた。

ミロはスペイン内戦のさなかにこの絵を描いた。彼は当時パリに住み、グラン・ショミエールの肖像画のクラスに通い始めていた。彼はカタルーニャで起こっている事態を表現しようと、人物画の制作に立ち返った。その心境は、階段を昇る歪んだ裸婦の姿で現わされた。この時期の他の作品には、『古い靴のある静物』と『スペインを救え』がある。

## 解説
ミロ美術館によると、「内戦の道義的な悲劇に対するミロの失望感が、人物の極端な変形、気だるげな手足、階段を昇ろうと苦難する様子に現われている。」すなわち人物の変形と苦難の様子は、スペイン内戦の反映だと解釈されている。画面の右上では窓か箱らしきものから、光線が室内に射しこんでいる。女は右手で梯子を掴もうとしている。この梯子は、脱出の象徴としてミロがいくつかの作品で使っているものである。女の露出した性器は大きく誇張され、『排泄物の山を前にした男と女』で描かれたものと似ている。
この『階段を昇る裸婦』は、マルセル・デュシャンの『階段を降りる裸体No.2』との関連性が指摘されている。1912年にバルセロナのダルマウ画廊で開かれたキュビスト展で、ミロは初めてこのデュシャンの作品を見ている。興味深いことに、デュシャンの絵は全くのオリジナルではない。それは、動物の動作を最初に記録した写真のひとつである、エドワード・マイブリッジの写真に触発されたものだった。マイブリッジが示した階段の女の動作は、デュシャンとミロの想像力を捉えただけでなかった。同時代のサルバドール・ダリもデュシャンの作品のオマージュを制作している。ダリの作品では、ミロ同様、モデルはやはり階段を昇っている。

## 展示
| 開始           | 終了           | 展覧会                                        | 会場                                   | 都市                       | 出典   |
| -------------- | -------------- | --------------------------------------------- | -------------------------------------- | -------------------------- | ------ |
| 1964年         | 1964年         |                                               | テート・ギャラリー                     | ロンドン                   | [ 10 ] |
| 1964年         | 1964年         |                                               | チューリッヒ美術館                     | チューリッヒ               | [ 11 ] |
| 1978年9月20日  | 1979年1月22日  | Dessins de Miró                               | ポンピドゥー・センター                 | パリ                       | [ 12 ] |
| 1980年6月1日   | 1980年10月31日 |                                               | ベラスケス宮殿                         | マドリード                 |        |
| 1986年11月21日 | 1987年2月1日   |                                               | チューリッヒ美術館                     | チューリッヒ               | [ 13 ] |
| 1987年2月14日  | 1987年4月20日  |                                               | デュッセルドルフ市立美術館             | デュッセルドルフ           | [ 13 ] |
| 1988年11月24日 | 1999年1月15日  | Impactes. Joan Miró 1929–1941                 | ミロ美術館                             | バルセロナ                 | [ 14 ] |
| 1989年2月3日   | 1989年4月23日  | Joan Miró: Paintings & Drawings 1929–1941     | ホワイトチャペル・ギャラリー           | ロンドン                   | [ 15 ] |
| 1990年7月4日   | 1990年10月14日 |                                               | マーグ財団美術館                       | サン・ポール・ド・ヴァンス | [ 16 ] |
| 1993年4月20日  | 1993年8月30日  |                                               | ミロ美術館                             | バルセロナ                 | [ 17 ] |
| 1993年10月6日  | 1994年1月11日  |                                               | ニューヨーク近代美術館                 | ニューヨーク               | [ 18 ] |
| 1995年2月11日  | 1995年4月17日  |                                               | デュッセルドルフ市立美術館             | デュッセルドルフ           |        |
| 1995年5月12日  | 1995年7月16日  |                                               | クンストハレ・ヴィーン                 | ウィーン                   |        |
| 1995年7月28日  | 1995年10月22日 |                                               | ヴェローナ近代現代美術館               | ヴェローナ                 |        |
| 1996年2月26日  | 1996年5月5日   |                                               | バルセロナ現代文化センター             | バルセロナ                 |        |
| 1997年7月7日   | 1997年11月11日 | Miró, ceci est la couleur de mes rêves        | ピエール・ジアナダ財団                 | マルティニー               | [ 19 ] |
| 1998年5月15日  | 1998年8月30日  | Joan Miró. Creator of new worlds              | ストックホルム近代美術館               | ストックホルム             | [ 20 ] |
| 1998年9月18日  | 1999年1月10日  | Joan Miró. Creator of new worlds              | ルイジアナ近代美術館                   | フレデンスバーグ           | [ 21 ] |
| 2000年7月4日   | 2000年11月5日  |                                               | マーグ財団美術館                       | サン・ポール・ド・ヴァンス |        |
| 2001年10月23日 | 2002年1月27日  | Rèquiem per les escales                       | バルセロナ現代文化センター             | バルセロナ                 | [ 22 ] |
| 2002年3月6日   | 2002 年6月24日 | La Révolution surréaliste                     | ポンピドゥー・センター                 | パリ                       | [ 23 ] |
| 2002年7月20日  | 2002年11月24日 |                                               | ノルトライン＝ヴェストファーレン美術館 | デュッセルドルフ           |        |
| 2004年11月25日 | 2005年2月6日   | Joan Miró. Arquitectura d'un llibre           | ミロ美術館                             | バルセロナ                 | [ 24 ] |
| 2007年10月25日 | 2008年1月27日  | Joan Miró. 1956–1983 Sentiment, emoció i gest | ミロ美術館                             | バルセロナ                 | [ 25 ] |
| 2011年4月14日  | 2011年9月11日  | Miró.                                         | テート・ギャラリー                     | ロンドン                   | [ 26 ] |
| 2011年10月15日 | 2011年3月18日  | Miró i l'escala de l'evasió.                  | テート・ギャラリー、ミロ美術館         | ロンドン、バルセロナ       | [ 27 ] |
| 2012年5月6日   | 2012年8月12日  |                                               | ナショナル・ギャラリー                 | ワシントン                 | [ 27 ] |

2011年10月に開催された展覧会『ジョアン・ミロ：脱出の梯子』で展示された。

## 関連文献
- Clavero, Jordi.J (2010), Fundació Joan Miró. Foundation's Guide, Barcelona: Polígrafa, ISBN 978-84-343-1242-5
- Joan Miró (1988), Obra de Joan Miró: dibuixos, pintura, escultura, ceràmica, tèxtils, Fundació Joan Miró-Centre d'Estudis d'Art Contemporani 2011年10月5日閲覧。
- Jaques Dupin – Ariane Lelong-Mainaud. "Joan Miró. Catalogue raisonné. Drawings I 1901–1937" 2008. Daniel Lelong and Successió Miró